# Autoretrat (Velázquez)
Aquest Autoretrat el va pintar en una data dubtosa per Velázquez, distints especialistes en l'artista daten el quadren entre els anys 1638 i 1649. Es conserva al Museu de Belles Arts de València des que el 1835 Martínez Blanch va fer donació del quadre.

## Història del quadre
Els especialistes han arribat a reconèixer fins a deu autorretrats del pintor sevillà però només aquest ha estat reconegut per tots ells. Amb el de Las Meninas es tracta de l'únic autoretrat autògraf conservat, retallat en tres dels seus costats. Una còpia en els Uffizi de Florència podria reflectir el seu estat primitiu. La restauració realitzada el 1986 en els tallers del Museu del Prado per Rocío Dávila va confirmar la seua autografia segura, posada en dubte en el passat a causa de la brutícia que el cobria, entre d'altres per Jonathan Brown, que el 1999 va rectificar la seva opinió adversa.
El quadre es trobava a Roma dins les col·leccions vaticanes fins que va ser tret d'allà pels francesos. El 1798 va passar a mans de José Martínez i després a Francisco Martínez Blanch, cònsol a Niça, qui va acabar lliurant-lo a la Reial Acadèmia de Sant Carles l'any el 1835 juntament amb altres quadres i objectes de les seues col·leccions, i posteriorment al Museu de Belles Arts de València junt amb les col·leccions de l'Acadèmia.

## Descripció del quadre
Velázquez apareix en bust de perfil, sobre fons neutre fosc, girant el cap per mirar directament a l'espectador i amb la típica gorgera blanca pròpia de l'època. El quadre reprodueix l'aspecte que tindria Velázquez amb quaranta o cinquanta anys, si fa no fa, pel temps del seu segon viatge a Itàlia.